# Thalpomys
Thalpomys là một chi động vật có vú trong họ Cricetidae, bộ Gặm nhấm. Chi này được Thomas miêu tả năm 1916. Loài điển hình của chi này là Thalpomys lasiotis Thomas, 1916 (not Mus lasiotis of Lund, 1841).

## Các loài
Chi này gồm các loài: